# Mellan-Marviken
Mellan-Marviken är en sjö i Gnesta och Strängnäs kommuner i Södermanland och ingår i Norrströms huvudavrinningsområde. Sjön är 22,7 meter djup, har en yta på 0,599 kvadratkilometer och befinner sig 12,6 meter över havet. Vid provfiske har bland annat abborre, braxen, gers och gädda fångats i sjön.

## Delavrinningsområde
Mellan-Marviken ingår i det delavrinningsområde (656524-157769) som SMHI kallar för Utloppet av Mellan-Marviken. Medelhöjden är 49 meter över havet och ytan är 5,77 kvadratkilometer. Det finns ett avrinningsområde uppströms, och räknas det in blir den ackumulerade arean 16,37 kvadratkilometer. Vattendraget som avvattnar avrinningsområdet har biflödesordning 3, vilket innebär att vattnet flödar genom totalt 3 vattendrag innan det når havet efter 83 kilometer. Avrinningsområdet består mestadels av skog (86 procent). Avrinningsområdet har 0,6 kvadratkilometer vattenytor vilket ger det en sjöprocent på 10,3 procent.

## Fisk
Vid provfiske har följande fisk fångats i sjön:
- Abborre
- Braxen
- Gärs
- Gädda
- Löja
- Mört
- Nors
- Sarv